# Bán biên kỳ
Bán biên kỳ (danh pháp hai phần: Pteris semipinnata), còn gọi là cỏ seo gà xẻ nửa, ráng chân xỉ lược, là một loài thực vật thuộc họ Seo gà (Pteridaceae).

## Đặc điểm
Bán biên kỳ là một loài dương xỉ mọc hoang ở nhiều nơi, cao khoảng 30 cm có thân rễ bò hoặc luồn ngầm và phát triển dài dần. Từ thân rễ mọc lên những lá thành bụi. Cuống lá dài 20 – 30 cm, màu nâu, mang những cặp lá đối xứng. Đặc điểm phiến lá chỉ có ở một bên của gân lá, do đó có tên là bán biên kỳ (nghĩa là cờ phất về một bên).

## Phân bố
Bán biên kỳ là loài bản địa ở vùng châu Á ôn đới (Trung Quốc, Nhật Bản, Đài Loan) và châu Á nhiệt đới (Việt Nam, Lào, Thái Lan, Myanma, Philippines, Ấn Độ, Sri Lanka).

## Bài thuốc
Viêm gan cấp tính: bán biên kỳ 50g, cỏ đuôi phượng 50g, cam thảo đất 100g, ngũ vị tử 30g, kim ngân hoa 10g, liên kiều 10g. Nấu sắc uống.
Viêm gan mãn tính: đơn thuốc giống như trên, thêm trái dứa gai 100g, chó đẻ 30g.
Điều trị vết thương, viêm lở da: bán biên kỳ 100g, kim ngân hoa 20g, nước 200 ml. Nấu lấy nước, tẩm gạc đắp.